# 장산동국민학교 백야분교
장산동국민학교 백야분교는 대한민국 전라남도 신안군 장산면에 있었던 공립 초등학교이다.

## 연혁
- 1945년 5월 17일 장산공립국민학교 백야분교 개교
- 일자미상 장산국민학교 백야분교 개칭
- 1965년 12월 1일 장산동국민학교 백야분교장 개편
- 1967년 4월 1일 도서벽지학교 '을'급 지정
- 1986년 1월 1일 도서벽지학교 '나'급 조정
- 1989년 9월 1일 도서벽지학교 '가'급 조정
- 1993년 3월 1일 폐교 및 장산국민학교 통폐합